# Arktikum
Het Arktikum is een Fins wetenschappelijk museum en onderzoekscentrum in Rovaniemi. Het wordt gebruikt door twee instanties: het Provinciaal museum van Lapland en het Arctisch Centrum, een onderzoekscentrum van de Universiteit van Lapland. Ook kan het gebouw gebruikt worden voor congressen en evenementen. Het bijzonderste onderdeel van het gebouw is een 172 meter lange glazen corridor.